# Pont de Courbevoie

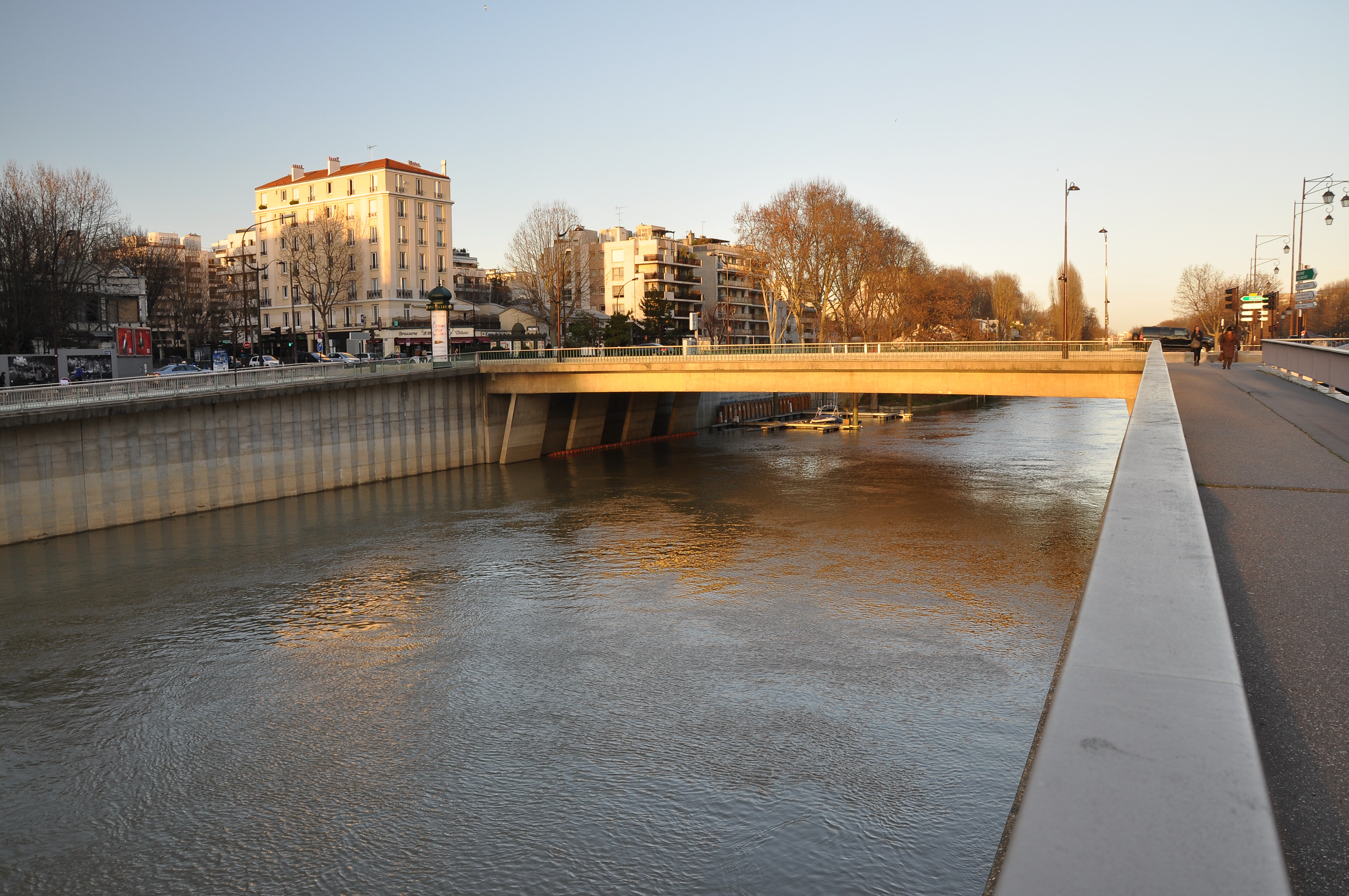
Pont Bineau

A Pont Bineau (1871) (ou Pont de Courbevoie) é uma ponte localizada em  Courbevoie, Ilha-de-França em Paris. Ficou conhecida por ser o local da largada do Tour de France 1907.